# Da Capo III
Pour les articles homonymes, voir Da Capo (homonymie).
Da Capo III (～ダ・カーポIII～, Da Kāpo III, souvent abrégé D.C.III ou dc3) est un visual novel japonais développé par Circus. Il est la troisième partie de la franchise Da Capo après Da Capo et Da Capo II. L'histoire a lieu 20 ans après les évènements de Da Capo II. Une adaptation animée de 13 épisodes est sortie entre janvier et mars 2013.

## Trame
Les sakuras qui fleurissaient toute l'année sont désormais chose du passé et l'île de Hatsune est désormais connue comme une île qui montre cette beauté de chaque saison.
Kiyotaka est un étudiant de deuxième année à l'Académie Kazami qui fait partie du club de presse avec l'idole de l'école Rikka, son ami d'enfance Himeno, qui ressemble à sa jeune sœur, son cousin métis Charles, un jeune travailleur qui a sauté une classe et qui est dans sa classe Sara, et Aoi.
Contrairement au passé, il n'y a plus de choses mystérieuses qui se passent sur l'île. C'était jusqu'à un jour d'hiver où le sakura a commencé à fleurir. Tous les membres du club du journal officiel ont reçu un message sur leur téléphone portable leur disant de faire quelque chose à un endroit donné lorsque le sakura commencera à fleurir. Ils n'ont pas pu déchiffrer le reste du message, mais sont surpris qu'il soit daté de 1951. Rikka était extrêmement curieuse à propos de ce message et de l'apparition soudaine du sakura ; elle a donc appelé tout le monde à résoudre le mystère avec elle.